# Kronomyia conspissata
Kronomyia conspissata är en tvåvingeart som beskrevs av Fedotova och Vasily S. Sidorenko 2005. Kronomyia conspissata ingår i släktet Kronomyia och familjen gallmyggor. Inga underarter finns listade i Catalogue of Life.